# Eleição municipal de Maranguape em 2024
A eleição municipal da cidade brasileira de Maranguape ocorreu no dia 6 de outubro de 2024 (domingo) para eleger um prefeito, um vice-prefeito e 17 vereadores para a administração da cidade maranguapense.

## Antecedentes
Nas eleições de 2020, seis candidaturas foram registradas – número que caiu para 5 após Marquinhos Silva, do PV, se retirar da disputa. Em uma disputa apertada, o ex-vereador Átila Câmara (então filiado ao Solidariedade) venceu João Paulo Xerez (PDT) por 1.359 votos (22.391 contra 21.032 do seu rival).

## Calendário eleitoral
| Início        | Fim           | Atividades | Status    |
| ------------- | ------------- | --- | --------- |
| 7 de março    | 5 de abril    | Janela partidária para vereadores trocarem de partido visando concorrer às eleições sem perder o mandato. | Realizado |
| 6 de abril    | 6 de abril    | Data-limite para todas as legendas e federações partidárias obterem o registro dos estatutos no TSE e para todos os candidatos terem domicílio eleitoral na circunscrição em que desejam disputar as eleições com a filiação deferida pelo partido. | Realizado |
| 15 de maio    | 15 de maio    | Início da campanha de arrecadação prévia de recursos na modalidade de financiamento coletivo para pré-candidatos, sem realização de pedidos de voto e obedecendo a regras relativas à propaganda eleitoral na Internet.                             | Realizado |
| 20 de julho   | 5 de agosto   | Realização de convenções partidárias para deliberar sobre coligações e escolher candidatos às prefeituras e aos cargos de vereador. Os partidos têm até 15 de agosto para registrar os nomes na Justiça Eleitoral.                                  | Realizado |
| 16 de agosto  | 16 de agosto  | Início das campanhas eleitorais de forma igualitária, podendo qualquer publicidade ou manifestação com pedido explícito de voto antes da data ser considerada irregular e multada.                                                                  | Realizado |
| 30 de agosto  | 3 de outubro  | Veiculação da propaganda eleitoral gratuita no rádio e na televisão. | Realizado |
| 6 de outubro  | 6 de outubro  | Realização do primeiro turno das eleições municipais. | Realizado |
| 11 de outubro | 25 de outubro | Veiculação da propaganda eleitoral gratuita no rádio e na televisão para o segundo turno. | Realizado |
| 27 de outubro | 27 de outubro | Realização de um eventual segundo turno nas cidades com mais de 200 mil eleitores em que o candidato a prefeito mais votado não tenha atingido a metade mais um dos votos válidos.                                                                  | Realizado |

## Candidatos ao executivo
| Nº | Prefeito(a)  | Prefeito(a)  | Prefeito(a)       | Prefeito(a) | Vice-prefeito(a) | Vice-prefeito(a) | Vice-prefeito(a) | Vice-prefeito(a)  | Vice-prefeito(a)                                               | Coligação Partido(s)                                                                                   | Ref.  |
| Nº | Candidato(a) | Candidato(a) | Partido Federação | Ocupação | Candidato(a)     | Candidato(a)     | Candidato(a)     | Partido Federação | Ocupação                                                       | Coligação Partido(s)                                                                                   | Ref.  |
| -- | ------------ | ------------ | ----------------- | --- | ---------------- | ---------------- | ---------------- | ----------------- | -------------------------------------------------------------- | --- | ----- |
| 25 |              | Samara       | PRD               | - Secretaria de Desenvolvimento Social de Eusébio (2021–2024); - Secretária do Trabalho e Desenvolvimento Social de Maranguape (2017–2020); - Terapeuta |                  |                  | Rogaciano Marçal | PRD               | - Vereador de Maranguape (1993–2016); - Agricultor             | Com a Força do Povo pra Mudar Maranguape PRD e DC                                                      | [ 4 ] |
| 40 |              | Átila Câmara | PSB               | - Prefeito de Maranguape (2013–2016; 2021–presente); - Vereador de Maranguape (2009–2012); - Advogado                                                   |                  |                  | Gurgel Neto      | PV FE Brasil      | - Vice-prefeito de Maranguape (2021–presente); - Administrador | Por Mim Maranguape Não Para PSB, FE Brasil (PT, PCdoB e PV), Republicanos, PDT, Avante e Solidariedade | [ 5 ] |

### Candidaturas Indeferidas
| Nº | Prefeito(a)  | Prefeito(a)    | Prefeito(a)       | Prefeito(a)                                                                        | Vice-prefeito(a) | Vice-prefeito(a) | Vice-prefeito(a) | Vice-prefeito(a)  | Vice-prefeito(a)              | Coligação Partido(s)                                                                       | Ref.  |
| Nº | Candidato(a) | Candidato(a)   | Partido Federação | Ocupação                                                                           | Candidato(a)     | Candidato(a)     | Candidato(a)     | Partido Federação | Ocupação                      | Coligação Partido(s)                                                                       | Ref.  |
| -- | ------------ | -------------- | ----------------- | ---------------------------------------------------------------------------------- | ---------------- | ---------------- | ---------------- | ----------------- | ----------------------------- | ------------------------------------------------------------------------------------------ | ----- |
| 55 |              | Lucílvio Girão | PSD               | - Deputado estadual (2003–presente); - Vereador de Fortaleza (1993–2002); - Médico |                  |                  | Andrea Nunes     | MDB               | - Presidente municipal do MDB | Reconstrução e Desenvolvimento: Nasce uma Esperança para Maranguape PSD, MDB, Agir e UNIÃO | [ 6 ] |

## Candidatos à vereança
A regra eleitoral permite que um partido ou federação indique uma chapa que contenha, no máximo, 100% das vagas em disputa mais 1. No caso de Tauá, o número máximo de candidaturas é de 16.
A tabela a seguir apresenta o número de candidaturas em cada partido e federação, estando agrupados a partir de coligações na disputa do poder executivo. Ressalte-se que, desde a promulgação da Emenda Constitucional nº 97/2017, a coligação em eleições proporcionais não existe mais no Brasil, sendo demonstrada a coligação majoritária apenas a título de visualização agrupada.
| Coligação ao executivo                                                              | Partido ou federação | Partido ou federação | Candidatos | Candidatos | Candidatos | Candidatos |
| ----------------------------------------------------------------------------------- | -------------------- | -------------------- | ---------- | ---------- | ---------- | ---------- |
| Por Mim Maranguape Não Para (104 candidatos)                                        |                      | PSB                  | 18         | 18         | 18         | 18         |
| Por Mim Maranguape Não Para (104 candidatos)                                        | FE Brasil            | FE Brasil            |            | PT         | 7          | 18         |
| Por Mim Maranguape Não Para (104 candidatos)                                        | FE Brasil            | FE Brasil            |            | PCdoB      | 2          | 18         |
| Por Mim Maranguape Não Para (104 candidatos)                                        | FE Brasil            | FE Brasil            |            | PV         | 9          | 18         |
| Por Mim Maranguape Não Para (104 candidatos)                                        |                      | PDT                  | 18         | 18         | 18         | 18         |
| Por Mim Maranguape Não Para (104 candidatos)                                        |                      | Solidariedade        | 18         | 18         | 18         | 18         |
| Por Mim Maranguape Não Para (104 candidatos)                                        |                      | Republicanos         | 16         | 16         | 16         | 16         |
| Por Mim Maranguape Não Para (104 candidatos)                                        |                      | Avante               | 16         | 16         | 16         | 16         |
| Reconstrução e Desenvolvimento: Nasce uma Esperança para Maranguape (71 candidatos) |                      | MDB                  | 18         | 18         | 18         | 18         |
| Reconstrução e Desenvolvimento: Nasce uma Esperança para Maranguape (71 candidatos) |                      | UNIÃO                | 18         | 18         | 18         | 18         |
| Reconstrução e Desenvolvimento: Nasce uma Esperança para Maranguape (71 candidatos) |                      | Agir                 | 18         | 18         | 18         | 18         |
| Reconstrução e Desenvolvimento: Nasce uma Esperança para Maranguape (71 candidatos) |                      | PSD                  | 17         | 17         | 17         | 17         |
| Com a Força do Povo pra Mudar Maranguape (26 candidatos)                            |                      | PRD                  | 18         | 18         | 18         | 18         |
| Com a Força do Povo pra Mudar Maranguape (26 candidatos)                            |                      | DC                   | 8          | 8          | 8          | 8          |
| Partidos e federações não coligadas (6 candidatos)                                  | Fed. PSOL REDE       | Fed. PSOL REDE       |            | REDE       | 6          | 6          |
| Total                                                                               | Total                | Total                | 207        | 207        | 207        | 207        |

## Resultados

### Prefeito
| Candidato(a)                                             | Candidato(a)                                             | Vice                                                     | 1º turno 6 de outubro de 2024 | 1º turno 6 de outubro de 2024 |
| Candidato(a)                                             | Candidato(a)                                             | Vice                                                     | Votação                       | Votação                       |
| Candidato(a)                                             | Candidato(a)                                             | Vice                                                     | Total                         | Percentagem                   |
| -------------------------------------------------------- | -------------------------------------------------------- | -------------------------------------------------------- | ----------------------------- | ----------------------------- |
|                                                          | Átila Câmara (PSB)                                       | Gurgel Neto (PV)                                         | 46.254                        | 73,99%                        |
|                                                          | Samara (PRD)                                             | Rogaciano Marçal (PRD)                                   | 16.258                        | 26,01%                        |
| → Total de votos válidos                                 | → Total de votos válidos                                 | → Total de votos válidos                                 | 62.512                        | 85,57%                        |
| → Votos em branco                                        | → Votos em branco                                        | → Votos em branco                                        | 1.433                         | 1,96%                         |
| → Votos nulos                                            | → Votos nulos                                            | → Votos nulos                                            | 9.107                         | 12,47%                        |
| Total                                                    | Total                                                    | Total                                                    | 73.052                        | 87,96%                        |
| Abstenções                                               | Abstenções                                               | Abstenções                                               | 9.997                         | 12,04%                        |
| Total de inscritos                                       | Total de inscritos                                       | Total de inscritos                                       | 83.049                        | 100%                          |
| Relação da população municipal ao total de votos válidos | Relação da população municipal ao total de votos válidos | Relação da população municipal ao total de votos válidos | 105.093                       | ~59,48%                       |
| Relação da população municipal ao total de inscritos     | Relação da população municipal ao total de inscritos     | Relação da população municipal ao total de inscritos     | 105.093                       | ~79,02%                       |

| Partido | Partido | Candidato    | Votos  | Votos (%) |
| ------- | ------- | ------------ | ------ | --------- |
|         | PSB     | Átila Câmara | 46 254 | 73,99%    |
|         | PRD     | Samara       | 16 258 | 26,01%    |
| Totais  | Totais  | Totais       | 62 512 |           |

### Composição da Câmara Municipal
|                    | PSB                 | PSB                | PSB                | 12.709 | 18,01% | 4       | 23,53%  | 3       |  |  |
|                    | FE Brasil           |                    | PT                 | 5.100  | 7,23%  | 3       | 17,65%  | 3       |  |  |
|                    | FE Brasil           | PV                 | 6.110              | 8,66%  | 1      | 5,88%   | 1       |         |  |  |
|                    | FE Brasil           | PCdoB              | 691                | 0,98%  | 0      | 0%      | Estável |         |  |  |
| Total              | Total               | 11.901             | 16,87%             | 4      | 23,53% | 4       |         |         |  |  |
|                    | PRD                 | PRD                | PRD                | 7.686  | 10,89% | 2       | 11,76%  | 1       |  |  |
|                    | PDT                 | PDT                | PDT                | 7.226  | 10,24% | 2       | 11,76%  | 4       |  |  |
|                    | Republicanos        | Republicanos       | Republicanos       | 6.511  | 9,23%  | 2       | 11,76%  | 2       |  |  |
|                    | Solidariedade       | Solidariedade      | Solidariedade      | 5.491  | 7,78%  | 1       | 5,88    | 2       |  |  |
|                    | Avante              | Avante             | Avante             | 5.356  | 7,59%  | 1       | 5,88%   | 1       |  |  |
|                    | MDB                 | MDB                | MDB                | 4.695  | 6,65%  | 1       | 5,88%   | 1       |  |  |
|                    | UNIÃO               | UNIÃO              | UNIÃO              | 2.873  | 4,07%  | 0       | 0%      | Estável |  |  |
|                    | PSD                 | PSD                | PSD                | 2.759  | 3,91%  | 0       | 0%      | Estável |  |  |
|                    | Agir                | Agir               | Agir               | 2.733  | 3,87%  | 0       | 0%      | 1       |  |  |
|                    | Federação PSOL REDE |                    | REDE               | 270    | 0,38%  | 0       | 0%      | Estável |  |  |
| Total              | Total               | 270                | 0,38%              | 0      | 0%     | Estável |         |         |  |  |
|                    | DC                  | DC                 | DC                 | 180    | 0,26%  | 0       | 0%      | Estável |  |  |
| → Votos Validos    | → Votos Validos     | → Votos Validos    | → Votos Validos    | 70.410 | 96,38% | 17      | 100%    |         |  |  |
| → Votos em branco  | → Votos em branco   | → Votos em branco  | → Votos em branco  | 1.035  | 1,42%  |         |         |         |  |  |
| → Votos nulos      | → Votos nulos       | → Votos nulos      | → Votos nulos      | 1.449  | 1,98%  |         |         |         |  |  |
| Total              | Total               | Total              | Total              | 73.052 | 87,96% |         |         |         |  |  |
| Abstenção          | Abstenção           | Abstenção          | Abstenção          | 9.997  | 12,04% |         |         |         |  |  |
| Total de inscritos | Total de inscritos  | Total de inscritos | Total de inscritos | 83.049 | 100%   |         |         |         |  |  |

### Vereadores
Reeleito
| Candidato(a) | Candidato(a)        | Partido Federação | Votação     | Votação |
| Candidato(a) | Candidato(a)        | Partido Federação | Porcentagem | Total   |
| ------------ | ------------------- | ----------------- | ----------- | ------- |
|              | Mardonio Ximenes    | PSB               | 3,55%       | 2.507   |
|              | Valber Menezes      | PT FE Brasil      | 3,08%       | 2.172   |
|              | Irmão Laerte        | PV FE Brasil      | 2,90%       | 2.050   |
|              | Afonso Neto         | PDT               | 2,83%       | 1.997   |
|              | Dr Paulo Ricardo    | PDT               | 2,52%       | 1.781   |
|              | Leo Medeiros        | Republicanos      | 2,52%       | 1.781   |
|              | Marina Lima         | Solidariedade     | 2,46%       | 1.735   |
|              | Teogenes Do Amanari | PSB               | 2,44%       | 1.723   |
|              | Emanuel Dandan      | PSB               | 2,53%       | 1.655   |
|              | Lourenço Filho      | PSB               | 2,14%       | 1.509   |
|              | Gilvan Moraes       | PT FE Brasil      | 2,04%       | 1.440   |
|              | Junior da Topic     | MDB               | 1,82%       | 1.287   |
|              | Kássio Rogaciano    | PRD               | 1,77%       | 1.250   |
|              | Nildo Araujo        | Republicanos      | 1,70%       | 1.197   |
|              | Clécio Feitosa      | PRD               | 1,67%       | 1.180   |
|              | Emilly Martins      | PT FE Brasil      | 1,61%       | 1.138   |
|              | Adriano Da Silva    | Avante            | 1,30%       | 915     |